# Розов, Николай Христович
Никола́й Христович Ро́зов (20 февраля 1938, Москва — 2 ноября 2020, там же) — советский и российский математик, член-корреспондент РАО по отделению философии образования и теоретической педагогики, доктор физико-математических наук, профессор, декан-организатор факультета педагогического образования МГУ имени М. В. Ломоносова

## Биография
В 1958 году окончил механико-математический факультет МГУ имени М. В. Ломоносова по кафедре дифференциальных уравнений. С 1961 года преподаёт на механико-математическом факультете МГУ, ассистент кафедры дифференциальных уравнений, с 1966 года доцент.
В 1964 году защитил диссертацию на соискание учёной степени кандидата физико-математических наук (научный руководитель Е. Ф. Мищенко).
В 1966—1970 годах — заместитель декана механико-математического факультета МГУ им. М. В. Ломоносова по обучению иностранных учащихся и международным связям.
1968—1994 годах — ведущий научный сотрудник отдела математики Всесоюзного института научной и технической информации (ВИНИТИ), руководитель раздела «Обыкновенные дифференциальные уравнения» реферативного журнала «Математика».
В 1983 году защитил диссертацию на соискание ученой степени доктора физико-математических наук, с 1989 г. — профессор кафедры дифференциальных уравнений.
С 1997 года — декан-организатор факультета педагогического образования МГУ имени М. В. Ломоносова; заведующий кафедрой образовательных технологий факультета.
С 1978 года на механико-математическом факультете МГУ руководил (совместно с В. А. Кондратьевым, В. М. Миллионщиковым) научно-исследовательским семинаром по качественной теории дифференциальных уравнений.
С 2000 года на факультете педагогического образования под руководством Н. Х. Розова работал научно-исследовательский семинар по педагогике, методике преподавания и вопросам образования.

## Награды и почётные звания
Почётное звание «Заслуженный работник высшей школы РФ»,
 Почётное звание «Заслуженный профессор МГУ»,

Медаль «Ветеран труда», 

Бронзовая медаль ВДНХ, 

Знак «Отличник просвещения СССР» Минпроса СССР,

Знак «За активную работу» Всесоюзного общества «Знание»,

Медаль «За заслуги перед высшей школой» Академии наук высшей школы РФ.
Лауреат премий Правительства Российской Федерации в области образования — 2009.
Академик-секретарь секции высшего образования и проблем подготовки и аттестации научно-педагогических кадров Международной Академии наук высшей школы, 

член-корреспондент Российской академии естественных наук, 

иностранный член Национальной академии искусств, языка и наук республики Мадагаскар,

почётный профессор Юго-западного университета имени Неофита Рильского (Благоевград, Болгария),

лауреат Главной премии Международной академической издательской компании «Наука» (Москва) за лучшую публикацию.

## Научные интересы
- Обыкновенные дифференциальные уравнения, уравнения в частных производных и их приложения
- Теория систем управления
- История и методология математики
- Проблемы преподавания математики в средней и высшей школе
- Проблемы педагогики и образования

## Научные результаты
Создана асимптотическая теория периодических решений дифференциальных уравнений, содержащих участки и плавных, и близких к разрывным изменений (релаксационные колебания). Исследованы периодические движения и процессы ветвления решений в дифференциальных уравнениях с частными производными, теоретически обоснован новый феномен буферности. Соавторы Е. Ф. Мищенко и А. Ю. Колесов.
Опубликовал ряд работ по методике преподавания математики в средней и высшей школе, истории математики, пропаганде математических знаний среди молодёжи, общим вопросам образования.

## Публикации
Автор более 250 научных статей, 14 монографий и учебных пособий
- Мищенко Е. Ф., Розов Н. Х. Дифференциальные уравнения с малым параметром и релаксационные колебания. М.: Наука, 1975. 248 с.
- Мищенко Е. Ф., Колесов Ю. С., Колесов А. Ю., Розов Н. Х. Периодические движения и бифуркационные процессы в сингулярно возмущенных системах. М.: Наука, 1995. 336 с.
- Дорофеев Г. Ф., Потапов М. К., Розов Н. Х. Математика для поступающих в ВУЗы. М.: Дрофа, 2007. ISBN 978-5-358-02660-5

## Курсы лекций
- на механико-математическом факультете МГУ: «Обыкновенные дифференциальные уравнения», «Дополнительные главы обыкновенных дифференциальных уравнений», спецкурсы по качественным и асимптотическим методам в теории дифференциальных уравнений.
- на факультете педагогического образования МГУ: математика для гуманитариев, методика преподавания математики в школе, проблемы информатизации образования.

### Редколлегии журналов
Главный редактор журнала Вестник Московского университета. Серия 20. «Педагогическое образование»
Член редколлегий изданий: Реферативный журнал «Математика», «Труды Московского математического общества», «Труды семинара им. И. Г. Петровского», «Дифференциальные уравнения», «Memoirs on Differetial Equations and Mathematical Physics» (Грузия), «Nonlinear Oscillations» (Украина), «Квант», «Математическое просвещение», «Математика в высшем образовании».
Член Редакционного совета серии «Классический университетский учебник».
Член редакционной коллегии и редакционного совета по Физико-математическим, техническим и биологическим наукам Университетского научного журнала.
Подготовил 19 кандидатов наук (из них пять стали докторами наук).